# Ramon Mitra jr.

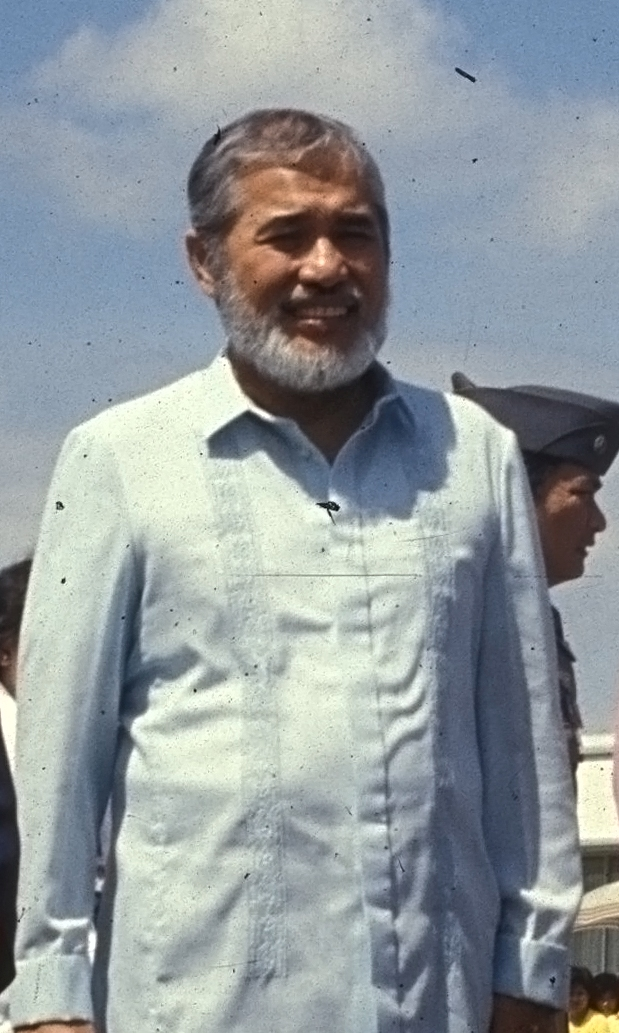
Ramon Mitra in 1986

Ramon Villarosa Mitra jr. (Puerto Princesa, 4 februari 1928 - Makati City, 20 maart 2000) was een Filipijns politicus. Mitra was in zijn politieke carrière lid van het Filipijns Huis van Afgevaardigden en de Senaat en was nog Minister van Landbouw in het kabinet van Corazon Aquino. Bij de verkiezingen van 1992 deed hij een gooi naar het presidentschap. Hij eindigde daarin echter als vierde na winnaar Ramos. 

## Vroege levensloop en carrière
Mitra werd geboren in, Puerto Princesa, de hoofdstad van de provincie Palawan. Zijn vader was Ramon P. Mitra en zijn moeder Purification Villarosa. Voor de middelbare school ging hij naar de San Beda College in Manilla. Nadien behaalde hij een diploma Vrije Kunsten in Baguio en een Bachelor-diploma Rechten in San Beda.
Van 1954 tot 1961 werkte Mitra in dienst van Buitenlandse Zaken in Washington, D.C. en bij de Verenigde Naties. In 1961 werd hij aangesteld als speciale assistent van de president. Van 1962 tot 1965 was hij senior technisch assistent van de burgemeester van Manilla.

## Politieke carrière
Bij de verkiezingen van 1965 werd Mitra gekozen voor zijn eerste termijn als afgevaardigde namens Palawan. Nadat hij in 1969 herkozen was nam hij in 1971 ontslag om zich verkiesbaar te stellen voor de Senaat. Zijn termijn als senator kwam al 1972 ten einde doordat president Ferdinand Marcos de staat van beleg uitriep. Mitra werd net andere oppositieleiders zoals Benigno Aquino gevangengezet. Begin jaren 80 werd hij weer op vrijgelaten. In 1984 volgde een verkiezingen in het toenmalige Filipijnse parlement (het Batasang Pambansa). Na de EDSA-revolutie die ervoor zorgde dat Marcos het land moest ontvluchten werd Mitra door diens opvolger Corazon Aquino benoemd tot minister van Landbouw. Nadat het Huis van Afgevaardigden weer in ere was hersteld, werd hij opnieuw gekozen als afgevaardigde. Ditmaal namens het 2e kiesdistrict van Palawan. Hij werd bovendien door zijn collega's gekozen als voorzitter van het Huis van Afgevaardigden, de op drie na machtigste positie van de Filipijnse politiek.
In 1991 werd Mitra, inmiddels de president van de politieke partij LDP, op een partijconventie gekozen als kandidaat voor de presidentsverkiezingen van 1992. Minister van Defensie Fidel Ramos verliet daarop de partij en vormde zijn eigen partij Lakas ng Tao om daarmee de strijd met Mitra en de andere kandidaten waaronder de net in de Filipijnen teruggekeerde Imelda Marcos aan te gaan. De campagne van Mitra verliep moeizaam door enkele schandalen. Zo gebruikte hij de drukkerij van het Filipijns Congres om campagnemateriaal te drukken. Ook speelde zijn imago als "traditioneel politicus" hem parten. De eindzege van de verkiezingen ging uiteindelijk naar Fidel Ramos, die door Corazon Aquino was uitgekozen als haar voorkeurskandidaat.
In 1995 vormde Mitra een coalitie met president Ramos en ontstond de Lakas-Laban Coalition. Hijzelf stelde zich bij deze verkiezingen verkiesbaar als senator. Hij slaagde er echter niet in om een Senaatszetel te behalen. Drie jaar later keerde hij nog eenmaal terug in de politieke arena toen hij presidentskandidaat Joseph Estrada ondersteunde in zijn poging om bij de verkiezingen van 1998 gekozen te worden tot opvolger van Fidel Ramos. Na de overwinning van Estrada werd Mitra beloond met een benoeming tot president van de Philippine National Oil Corporation. 

## Privéleven
Mitra was getrouwd met Cecilia Aldeguer Blanco. Samen kregen zijn zeven kinderen. Een van zijn kinderen, Abraham Mitra, is net als zijn vader politicus geworden en werd bij de verkiezingen van 2001 voor het eerst gekozen als afgevaardigde namens het tweede kiesdistrict van Palawan. 

## Overlijden
Mitra overleed op 20 maart 2000 in het Makati Medical Center aan de gevolgen van leverkanker. Een van zijn laatste wensen was om, in tegenstelling tot zijn voorgangers in het Huis van Afgevaardigden, in een simpele ceremonie begraven te worden op zijn geboortegrond Palawan. Een gebouw in de westelijke vleugel van het Batasan Complex (parlementsgebouw) in Quezon City naar Mitra.